# Robert Curry (lottatore)
Robert Samuel Curry, detto Bob (New York, 14 agosto 1882 – 12 novembre 1944), è stato un lottatore statunitense.
Partecipò alle gare di lotta dei pesi mosca leggeri ai Giochi olimpici di Saint Louis 1904, dove riuscì a vincere la medaglia d'oro.

## Palmarès
In carriera ha conseguito i seguenti risultati:
- Giochi olimpici

St. Louis 1904: una medaglia d'oro nella lotta libera categoria pesi mosca leggeri.